# Левеллеры

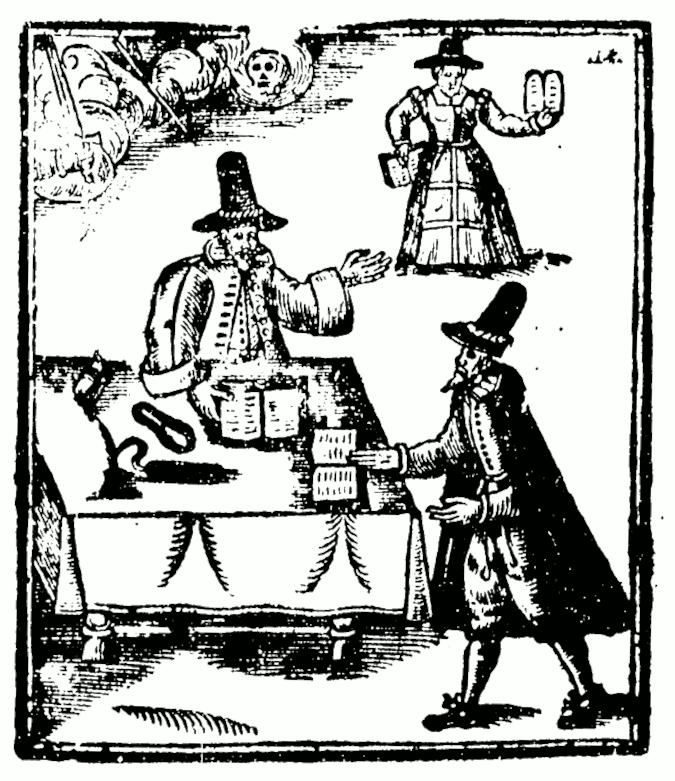
Иллюстрация с титульного листа Декларации и Стандарта Уравнителей Англии 1649 года

Ле́веллеры (англ. Levellers — «уравнители») — радикальное крыло английских парламентаристов в эпоху Гражданской войны, обособившееся к 1647 году от более консервативных индепендентов. Левеллеры были решительными противниками династии Стюартов и аристократии (в лице палаты лордов), защищали неприкосновенность частной собственности, выступали за создание республики, отстаивали идею народного суверенитета, ратовали за предоставление населению широких политических прав и свобод, в том числе проведение ежегодных выборов в палату общин и предоставление избирательных прав всем свободным мужчинам.
Левеллеры выражали интересы мелкой буржуазии, ремесленников, части зажиточных крестьян (в основном, фригольдеров), а опирались в основном на армию, однако в итоге были преданы и разгромлены Оливером Кромвелем.

## Зарождение левеллеров

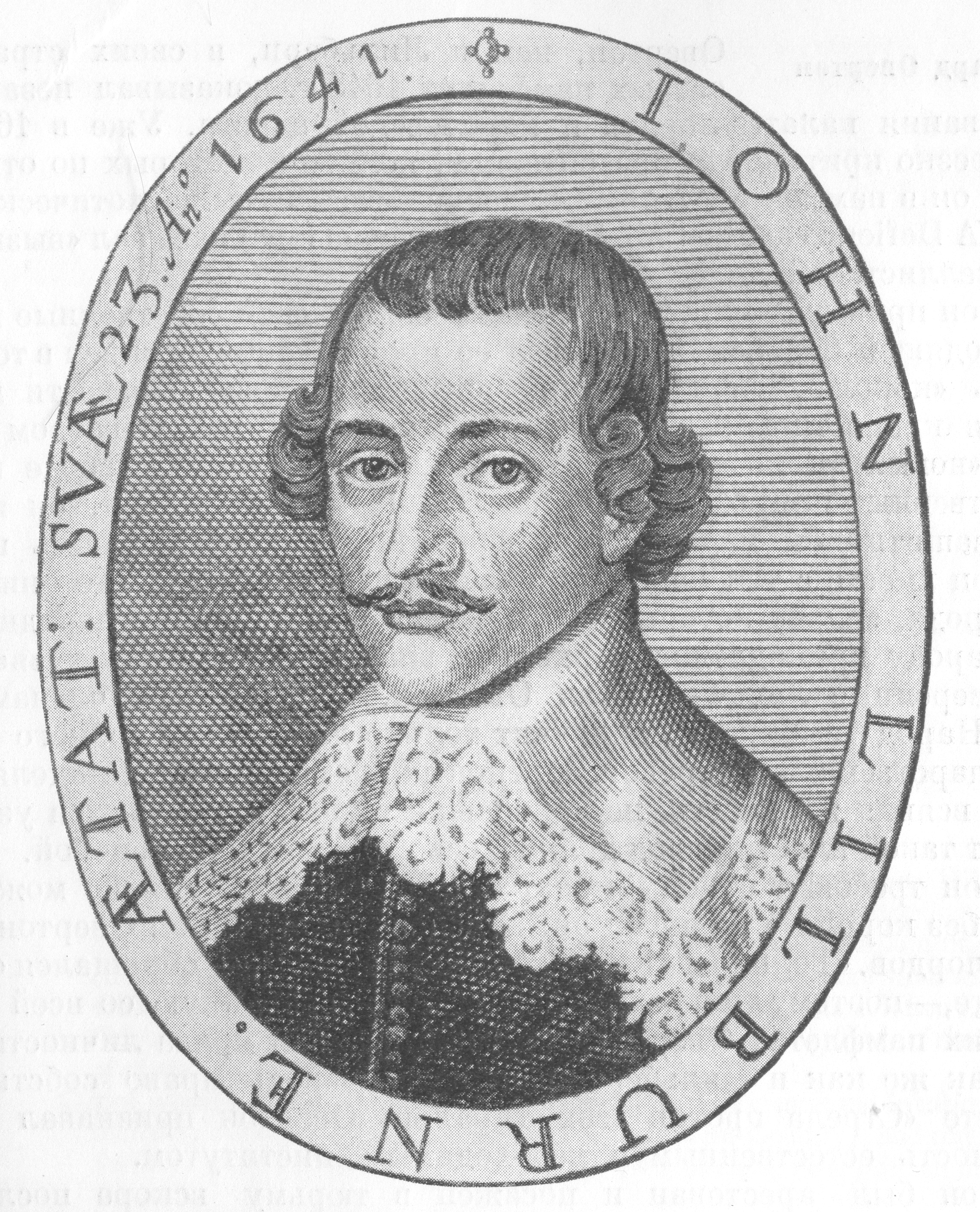
Джон Лилбёрн, лидер левеллеров

Главными идеологами левеллеров были Джон Лилберн, Ричард Овертон, Уильям Уолвин, Томас Принс. Именно в их трудах были заложены основные требования и цели партии. Ключевым документом, на который постоянно ссылались в своих памфлетах Лилбёрн, Овертон, Уолвин и Принс, являлась «Великая хартия вольностей». Они считали выдвигаемые ими требования восстановлением свобод, утерянных во время нормандского завоевания.
Ещё в 1645 году в своём памфлете «Защита прирождённого права Англии» (англ. England's Birthright Justified) Лилбёрн резко критиковал палату лордов, формулируя положение о народном суверенитете. Лилбёрн писал: «Высшая власть — в народе». От народа получил свою власть парламент, но народ не уступал ему верховной власти, то есть власть парламента должна быть ограниченной. Парламент «должен делать не то, что ему хочется, а то, что полезно для блага народа и не идет во вред народу». При этом Лилбёрн не допускал мысли об одновременном существовании палаты общин и палаты лордов. Лорды не были избраны, а значит они не облечены доверием народа, их власть является тиранической, значит их власть должна быть уничтожена наряду с властью короля.
Лилбёрн выступал также против привилегий и феодальных титулов, за свободу религиозных убеждений, неприкосновенности личности и имущества, свободу печати и т. д. Все эти требования были направлены на уничтожение феодальных устоев, всё ещё царивших в Англии. В 1646 году за свои решительные выступления Лилбёрн был приговорён палатой лордов к тюремному заключению и огромному штрафу. Выпущен Лилбёрн был лишь в 1648 году.
Ричард Овертон и Уильям Уолвин также активно выступали в защиту идей народного суверенитета, критиковали пресвитериан и осуществляемые ими религиозные преследования, выражая в целом идеи аналогичные Лилбёрну. Они выступали также за права личности, в первую очередь право собственности.

## Начало деятельности
Сначала Лильберн, Овертон, Уолвин, Принс и их единомышленники действовали разрозненно, но к 1646—1647 году левеллеры, обособившись от индепендентов, стали представлять собой самостоятельную политическую группировку.
В июле 1646 года в парламент была представлена «Ремонстрация многих тысяч граждан» (англ. A Remonstrance of Many Thousand Citizens), составленная, вероятно, Овертоном и Уолвином . Уже в ней выдвигаются требования уничтожения власти короля и палаты лордов, главенства ответственной перед народом палаты общин, введения широкого избирательного права и защиты естественных прав человека.
Первым документом, написанным от лица левеллеров, стала петиция от 15 марта 1647 года, адресованная «Верховной власти нации» (англ. The Large Petition), которая была направлена в палату общин. В этом документе левеллеры говорят о том, что «никакое правительство не может быть более законным, чем парламентское» и что, хотя парламентом сделано много полезных преобразований в сфере борьбы с феодальными устоями, страна всё ещё находится в угнетенном положении. Об этом, в частности, свидетельствует факт сохранения палаты лордов.
В этой петиции, кроме того, были выражены экономические претензии. Левеллеры требовали отмены патентов и монополий, стесняющих развитие экономики. Авторы петиции требовали также отмены десятины, которая всё ещё взималась в пользу англиканской церкви.
В памфлете «Вопль Ионы» (англ. Jonah’s Cry), датированным тем же годом, Лилбёрн выступал уже против политики палаты общин. Он писал, что народ должен сопротивляться любой тиранической власти — будь то власть короля или парламента. А в деле уничтожения предателей главную роль должна сыграть армия.

## Левеллеры в армии
В армии к индепендентам и левеллерам относились с уважением. И если индепенденты опирались, в основном, на армейскую элиту, то левеллерам больше симпатизировали рядовые солдаты и незнатные офицеры. Лидерами левеллеров в армии были офицеры Юлиан Квимбро (полковник) и Томас Рейнсборо, а также солдат Эдуард Сексби.
В 1647 году в армии возникли «Советы солдатских агитаторов». Среди агитаторов было немало левеллеров. Агитаторы крайне активно способствовали распространению идей левеллеров в армии. В это время парламент, опасаясь оппозиционных настроений в армии, принимает решение, согласно которому большая её часть должна отправиться в Ирландию. Однако агитаторы Сексби, Аллен и Шеферд вручают командованию армии петицию, в которой заявляют, что армия отказывается отправляться в Ирландию, и не намерена подчиниться «выродившимся в тиранов» пресвитерианам. Парламент же запретил солдатские петиции. Встревоженные активностью левеллеров, пресвитериане приняли решение о роспуске армии. Однако солдаты, находившиеся под влиянием радикально настроенных агитаторов, объявили об отказе выполнять приказ парламента.
Действия агитаторов активно поддерживались левеллерами. Овертон заявляет в памфлете «Новоизобретенная уловка…» (англ. A New Found Stratagem Framed in the Old Forge of Machivilisme…), что план роспуска армии — дело «кучки обманщиков, предателей и лжецов» (англ. a company of false, traiterous and deceitful men). Левеллеры считали отказ армии о роспуске очень важным шагом в деле освобождения народа от гнёта и ждали от армии решительных действий.

## Временный союз с Кромвелем
В это время Кромвель принимает решение взять короля в плен, чтобы предотвратить сговор парламента с ним. Захватив Карла, Кромвель собирался сам начать переговоры с ним, но сначала хотел изолировать сторонников левеллеров, которые в любом случае были бы против сделки. Тогда в начале июня 1647 года был создан Общеармейский совет (называемый иначе Советом армии), в который вошло высшее руководство армией, солдаты-агитаторы и офицеры. Сначала левеллеры приветствовали его создание, считая, что управление в армии приобретает демократический характер.
В том же месяце Общеармейским советом была составлена «Декларация армии» (англ. The Declaration of the Army), которая являлась попыткой выдвинуть политическую программу, сочетавшую идеи левеллеров и индепендентов. В ней говорилось, что цель армии — борьба за права и свободы народа. Далее говорилось о том, что после совершения ряда полезных преобразований Долгий парламент должен быть распущен, а после него должен быть избран новый на три года. При этом необходима пропорциональность между величиной налогов, получаемых с избирательного округа, и количеством представителей. Многие пункты этого документа являются уступками левеллерам, которые впоследствии всё равно не были реализованы.
Пресвитериане стали готовиться к войне за короля, формируя военные части и реорганизуя лондонскую милицию, изгоняя из неё индепендентов. Тогда руководство армии обнародовало «Новую ремонстрацию». В ней пресвитериане обвинялись в использовании власти в своих целях и вообще в том, что они ведут страну к разорению. Армия предъявляла ультиматум парламенту, говоря о «чрезвычайных мерах», которые будут применены, если то, на чём настаивала армия, не будет выполнено. Палате общин было вручено обвинение против лидеров пресвитериан, однако было лишь принято решение разрешить им остаться в парламенте или покинуть его на шесть месяцев.
Левеллеры считали такую политику индепендентов крайне нерешительной. Агитаторы требовали от руководства армией принять решение о наступлении на Лондон, чтобы не дать пресвитерианам «собрать силы для возбуждения смуты и вовлечения несчастного королевства в новую и ещё более кровопролитную войну».
Однако Кромвель собирался сначала достигнуть соглашения с королём, а уже потом начать активную борьбу с пресвитерианами. И хотя поход был бы ему на руку, Кромвель не хотел усиления левеллеров, опасаясь, что они возьмут власть в свои руки. Однако, под давлением агитаторов, Общеармейский совет вынужден был принять решение о походе на Лондон.

## Конфликт армии и «грандов»
Кромвель начинает переговоры с Карлом I, что приводит к обострению разногласий между левеллерами и индепендентами. В своих памфлетах Джон Лилбёрн осуждает действия руководства армии, игнорирующего агитаторов и присвоившего себе их полномочия. В памфлете «Разоблачение обманщиков» (англ. The Jugglers Discovered) Лилбёрн пишет, что гранды, как иронически стали называть высших офицеров, «продажны и превратились во врагов действительных и законных свобод Англии, став вельможами и думая только о себе». В анонимном памфлете «Призыв свободного народа Англии к солдатам» автор резко осуждает офицеров за подозрительные отношения с королём. В памфлете агитаторы призываются к борьбе с парламентом и грандами.
Несмотря на то, что парламент запретил левеллерскую агитацию в армии, многие солдаты всё равно поддерживали левеллеров. По призыву Лилбёрна, были проведены перевыборы агитаторов, так как часть старого состава агитаторов поддерживала Кромвеля, которого левеллеры открыто обвинили в измене, что не нравилось многим солдатам.
С избранием нового состава агитаторов влияние левеллеров в армии усилилось. Иногда агитаторы даже заседали отдельно от Общеармейского совета, совещались с гражданскими левеллерами. Под их руководством агитаторами был составлен документ под названием «Дело армии, правильно обоснованное» (англ. The Case of the Army Truly Stated), являвшийся программой социально-политических преобразований. «Дело армии» было своеобразным ответом «Пунктам предложений» — программе индепендентов.
Составители «Дела армии» указывали, что господство пресвитериан опасно для страны, а армия обязана бороться против гнёта и несправедливости, однако руководство армии изменило своим обязательствам и препятствует обретению народом его прав и свобод.
Авторы критиковали «Пункты предложений» (англ. The Heads of the Proposals Offered by the Army), согласно которым народные права должны были зависеть от короля. Выдвигался ряд предложений, включавший чистку парламента, а затем и его роспуск, создание постоянного и основного закона страны — конституции, которая должна была гарантировать право выбирать парламент раз в два года «всеми свободнорожденными от 21 года и старше». При этом авторы «Дела армии» отрицали власть палаты лордов.
В «Деле армии» содержались и такие требования как уменьшение налога на бедняков, отмена налогов на предметы первой необходимости, сохраняя налоги на товары иностранного производства, увеличение налогов, взимаемых с лондонских банкиров. Агитаторы требовали найти средства для выплаты жалования солдатам путём продажи епископальных земель.
Этот документ был встречен грандами с недовольством. Оливер Кромвель произнёс в парламенте трёхчасовую речь, в которой осуждал «мятежные полки» и говорил, что стремится восстановить монархию. Агитаторы были обвинены в клевете на армию. Было принято решение рассмотреть «Дело армии» 28 октября 1647 года на специальном расширенном заседании Совета армии.

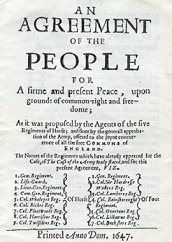
«Народное соглашение» 1647 года

К этому заседанию левеллерами была представлена первая редакция их конституционной программы, известной под названием «Народное соглашение» (англ. The Agreement of the People). По мнению создателей, принятие этого документа должно было осуществиться путём всенародного опроса.
В «Народном соглашении» левеллеры требуют пропорционального представительства в парламенте, в то время как индепенденты настаивали на пропорциональности количества членов парламента и суммы налогов, уплачиваемых с округа. Далее описываются функции палаты общин, власть которой ограничена лишь народом, не оставляющие никакой роли королю и лордам. Однако все же предусматриваются ограничения на вмешательство парламента в религиозные дела и требование не принуждать людей к воинской службе. Левеллеры настаивают также на всеобщем равенстве перед законом.
На собрании Общеармейского совета в Патни, которое являлось, по сути, конференцией индепендентов и левеллеров, развернулось активное обсуждение «Народного соглашения». Стало окончательно ясно, что позиции индепендентов и левеллеров очень сильно различаются. Хотя согласительная комиссия, созданная из вождей обеих группировок, выработала несколько предложений, являвшихся уступками левеллерам, (например, по избирательной системе, по функциям палаты общин), созданный документ являлся лишь слегка видоизменёнными «Пунктами предложений». Левеллеры же требовали продолжения обсуждений.
Левеллеры же готовились к восстанию в армии. На смотр войск 15 ноября прибыли не семь, а девять полков. Солдаты полков Гаррисона и Роберта Лилбёрна (брата вождя левеллеров, продолжавшего сидеть в Тауэре) прикрепили к шляпам текст «Народного соглашения». Виднейший левеллер в армии, полковник Рейнсборо, направился к Ферфаксу, чтобы вручить ему один экземпляр левеллерского проекта, однако был оттеснён. Ферфакс и Кромвель стали обходить полки с требованием подписать текст присяги и снять тексты «Народного соглашения». Однако полки Гаррисона и Лилбёрна отказались подчиняться. 14 зачинщиков были преданы военно-полевому суду, один из них, Ричард Арнольд, был расстрелян.
В начале 1648 года левеллеры во главе с освобождённым Лилбёрном снова развернули агитацию. В результате Лилбёрн и Уайльдман были помещены в тюрьму. К этому времени активизировались роялисты и для борьбы с ними левеллеры объединились с индепендентами. В августе боевые действия ещё не прекратились, но перевес был явно на стороне революционной армии.

## Левеллеры против роялистов. Казнь Карла I
Пресвитериане вели переговоры с королём, что настораживало и индепендентов, и левеллеров. Тогда Джон Лилбёрн был освобожден из тюрьмы. Пресвитериане рассчитывали на то, что Лилбёрн опять начнёт бороться с Кромвелем, в результате чего союз между индепендентами и левеллерами будет разрушен. Однако Лилбёрн заявил, что в данный момент всячески поддерживает Кромвеля, несмотря на разногласия между ними. Уолвин же опубликовал памфлет «Кровавый проект» (англ. The Bloody Project), в котором рассказывалось о том, что для улучшения положения народа так и не было ничего принято, резко критиковались пресвитериане и содержался призыв к объединению и борьбе против роялистов и пресвитериан. Вслед за этим, 11 сентября 1648 года, левеллеры представили «Смиренную петицию нескольких тысяч благонамеренных граждан города Лондона, Вестминстера, Саутварка и окрестностей» (англ. The humble Petition of Thousands well-affected persons inhabiting the City of London, Westminster, the Borough of Sonthwark Hamblets, and places adjacent). Представив петицию парламенту, они заявили, что её подписали 40 тысяч человек. В этой петиции левеллеры повторяют свои экономические требования, однако особое место уделяется вопросам политическим. Левеллеры осуждают переговоры с королём и выступают против власти короля и палаты лордов.
Вслед за гражданскими левеллерами подавать петиции с требованием суда над Карлом I стала и армия. Индепендентская верхушка армии негативно отнеслась к этим требованиям, однако Айртон учитывал настроения армии и смог уговорить командование поддержать некоторые требования левеллеров, в том числе и суд над королём. Поэтому командование не препятствовало в передаче петиций, даже наоборот: Кромвель и Айртон активно участвовали в составлении петиций. Такими шагами индепенденты взяли власть в армии в свои руки и совершенно не собирались заботиться обо всех остальных требованиях левеллеров, кроме требования суда над королём. В результате, после «Прайдовой чистки» парламента, являвшейся переворотом, передавшим власть в руки индепендентов, состоялся суд над королём, которого казнили.

## Борьба против «новых цепей Англии». Майское восстание
В 1649 году была фактически создана республика. Индепенденты отказались принять к рассмотрению в качестве новой конституции согласованный вариант «Народного соглашения», и, прежде всего, распустить существующий парламент и произвести новые выборы по новой системе. В конце 1648 года левеллеры опубликовали первоначальный текст «Народного соглашения», поскольку многие требования до сих пор не были воплощены в жизнь. В памфлете «Защита общего права и свободы» (англ. A Plea of Common Right and Freedom) Лилбёрн и его соратники объявляют о разрыве с индепендентами, клеймя их измену делу республики. В ответ на постановление палаты общин против памфлетов левеллеры вносят петицию с требованием свободы печати.
В то же время принимались активные меры по нейтрализации левеллеров в армии. Офицеры приняли резолюцию, предлагавшую палате общин создать закон, согласно которому все, кто вносит смуту в армию, должны быть повешены. Офицерами было принято решение о запрете солдатских митингов и подаче петиций только через офицеров или генерала.

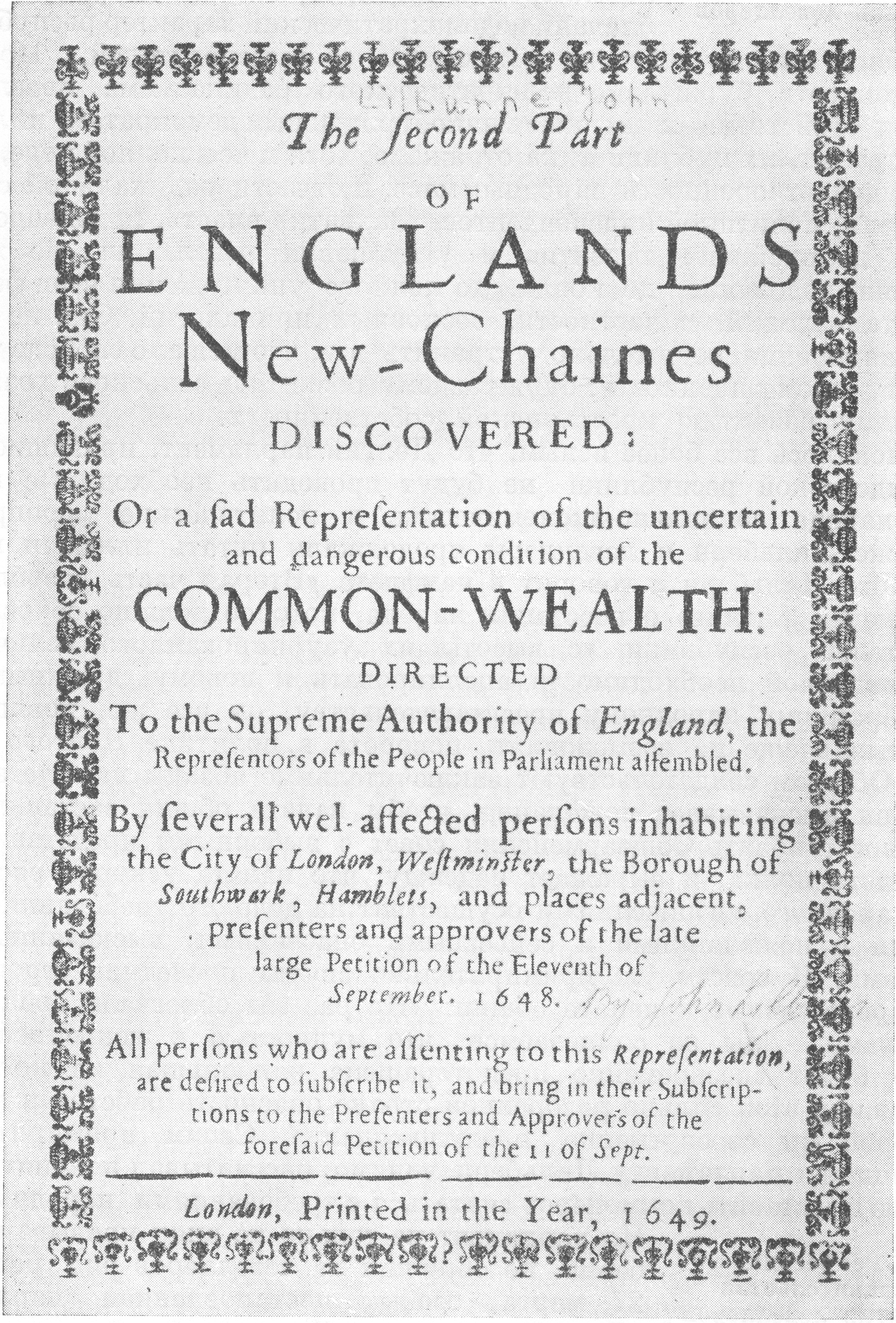
Титульный лист памфлета «Вторая часть разоблачения новых цепей Англии»

В этих условиях левеллеры продолжали бороться, требуя восстановления института агитаторов и Совета армии. Это требование было отвергнуто. В ответ на мероприятия по подавлению свободы в армии левеллеры продолжали писать памфлеты. Одним из наиболее значительных является памфлет Джона Лилбёрна «Разоблачение новых цепей Англии» (англ. England's New Chains Discovered). В нём Лилбёрн подвергает критике исковерканный вариант «Народного соглашения», поданный в парламент. Он критикует членов парламента и офицеров, но делает это осторожно, надеясь на установление справедливости. Лилбёрн резко критикует наличие такого нового органа управления как Государственный совет, который ограничивает демократические права населения, беря на себя функции парламента. Лилбёрн выражает опасение узурпации власти высшими офицерами.

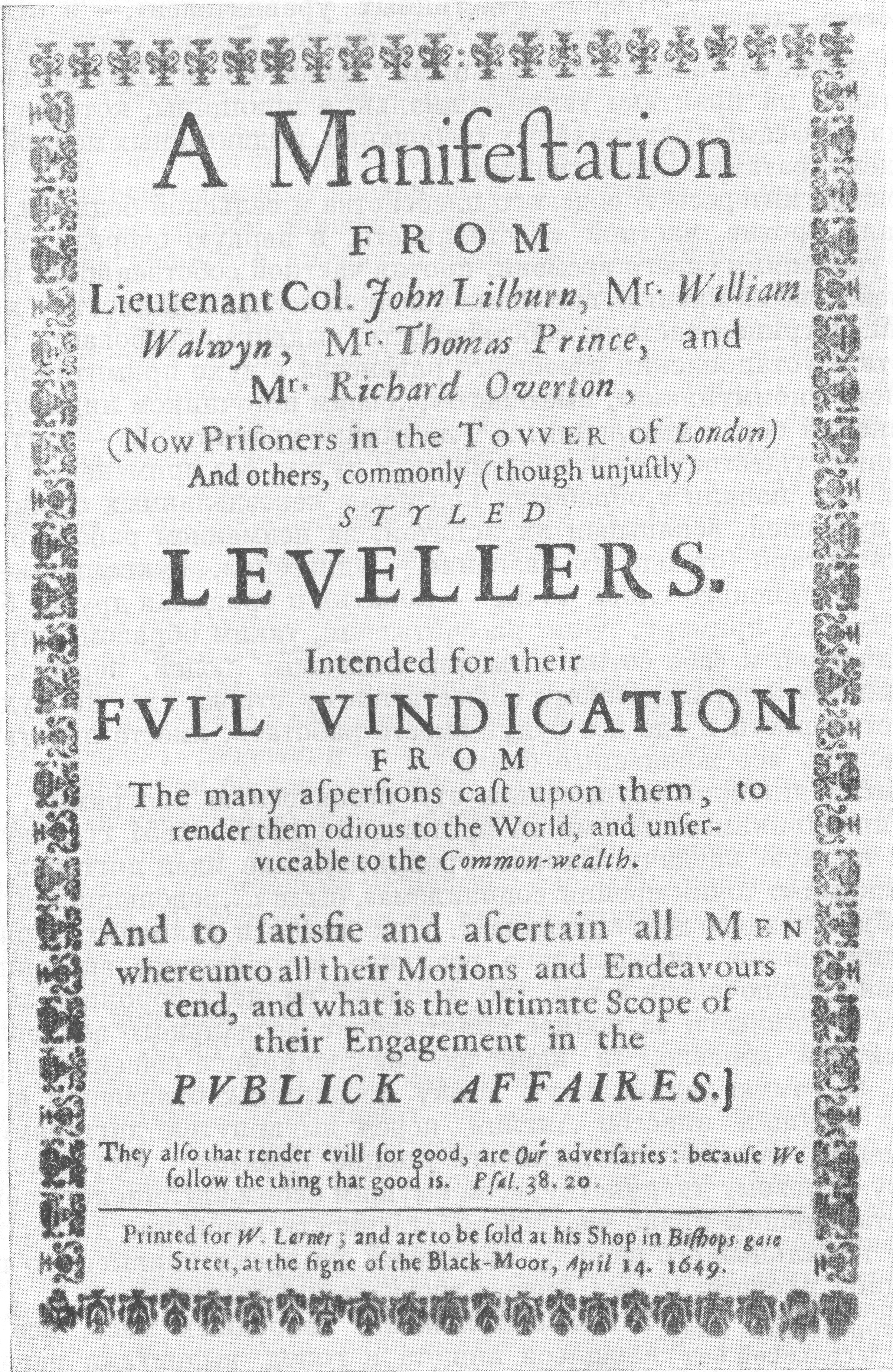
Титульный лист манифеста

В марте 1649 года Лилбёрн публикует «Вторую часть разоблачения новых цепей Англии» (англ. The Second Part of England's New Chains Discovered). В ней критикуется уже не Государственный совет, а парламент. Лилбёрн говорит о нарушении народных свобод парламентом, и призывает сам парламент защитить народ от деятельности грандов. Памфлет смело разоблачал использование индепендентской верхушкой и грандами их положения для обогащения. Подвергая парламент резкой критике, левеллеры все же надеялись на поворот парламента в сторону мнений народа.
Но парламент не только не последовал советам левеллеров, но начал репрессии против них. Наиболее известные и активные левеллеры (Лилбёрн, Уолвин, Овертон, Принс) были арестованы и помещены в Тауэр. На заседании Государственного совета обвиняемые категорически отвергали предъявленные обвинения в государственной измене, однако под давлением Кромвеля и других они не были освобождены и были вновь помещены в Тауэр до суда. Вожди движения пользовались большой поддержкой народа, и в их защиту подавались петиции, подписанные несколькими десятками тысяч человек. В тюрьме левеллеры продолжали писать памфлеты, в том числе известный манифест, в котором вожди партии ещё раз разъяснили свои требования и решительно отмежевались от диггеров, выступавших не только за политическое, но и за всеобщее социальное и экономическое равенство:

… мы объявляем, что у нас никогда не было в мыслях уравнять состояния людей и наивысшим нашим стремлением является такое положение республики, когда каждый с наивозможной обеспеченностью пользуется своей собственностью.
…
Различия по рангу и достоинству мы потому считаем нужными, что они возбуждают добродетель, а также необходимы для поддержания власти и правительства. Мы думаем, что они никогда не стремятся поддерживать честолюбие или угнетение народа, а только сохраняют должное уважение и покорность в народе, что является необходимым условием для лучшего исполнения законов.
— Лильберн Дж. Памфлеты. М., 1937. С. 99
В мае в армии произошёл мятеж. Причиной его явились следующие события: солдатам, не пожелавшим ехать в ирландский поход, не только не было выплачено жалование, но им даже не дали никакого обещания об уплате. Генерал Ферфакс приказал этим полкам передислоцироваться из Лондона в более безопасное место. Один из полков отказался подчиняться приказу. Лишь после личного вмешательства Кромвеля и Ферфакса волнения были подавлены. 11 солдат были признаны виновными в организации мятежа, из них 6 приговорено к смертной казни, пять — к изгнанию из армии после позорной экзекуции. Однако казнён был лишь один — Роберт Локиер, левеллер. В похоронах Локиера приняли участие несколько тысяч человек. Помимо траурных лент, шествующие прикрепили к одежде ленты цвета морской волны, являвшегося цветом левеллеров со времен гражданской войны. Похороны проходили торжественно, с почестями, что выглядело странно для похорон обычного солдата. Эти похороны по сути являлись политической демонстрацией против политики армейского руководства и парламента, в поддержку левеллеров.
В этом же месяце была составлена последняя редакция «Народного соглашения». Этот документ представлял собой наиболее полный конституционный проект, отражавший все требования, освещавшиеся в левеллерских памфлетах.
В то же время в парламент подавались многочисленные петиции с требованием освободить левеллеров; петиции подавали и женщины, но им грубо отказывали. Обстановка накалялась все больше, что привело к знаменитому майскому восстанию в армии.
Возмущение началось в полках, отправляемых в Ирландию, и вскоре охватило большую часть армии. Развитию восстания активно способствовала работа сельских левеллеров в ряде графств. Восставшими была принята «Единодушная декларация» (англ. The Unanimous Declaration), в которой говорилось, что армия защищает права народа и не допустит новой тирании. В Оксфордшире в ходе восстания был составлен документ под названием «Поднятое знамя Англии» (англ. England's Standard Advanced), в котором армия выражала недовольство политикой парламента и Государственного совета и призывала к вооружённому восстанию, в результате которого должен был быть сформирован новый парламент на основе «Народного соглашения» левеллеров.

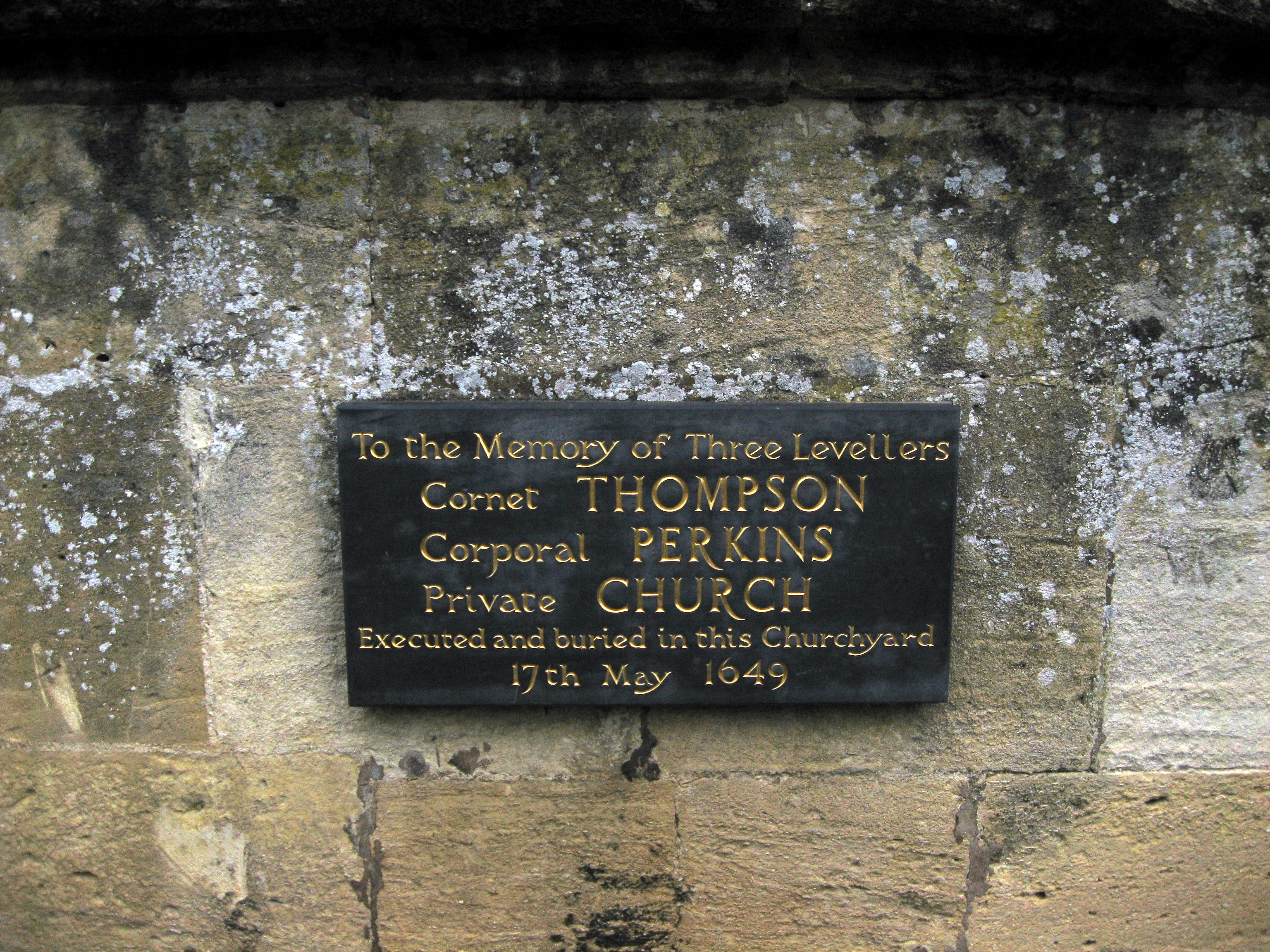
Мемориальная доска левеллерам, казнённым в Оксфордшире

Восстание в Оксфордшире было подавлено, и затем гранды начали подавлять восстания в других районах. Была усилена охрана заключённых левеллеров, чтобы была невозможна передача никаких писем и памфлетов. Армии было объявлено, что жалование будет выплачено очень скоро (за счёт продажи королевских владений), после чего верные индепендентам полки отправились на расправу с восставшими. Многие восставшие солдаты были нерешительны, дисциплина была плохой, и в результате кровопролитных боёв восстание было окончательно подавлено.
После этого начались репрессии по отношению к левеллерам. Всех зачинщиков восстания подвергли жестоким наказаниям, смертным казням. Такие строгие меры предусматривались принятым во время восстания «Актом об измене», согласно которому любое заявление, в котором говорилось о тирании, узурпаторстве, незаконности верховной власти; попытки составить заговор и т. д. считались государственной изменой. Этот документ был направлен против левеллеров и других оппозиционеров.
Лилбёрн и его соратники продолжали публиковать памфлеты, разоблачающие политику правящих кругов Англии, официально объявленной республикой в мае 1649 года. Наиболее значительным произведением этого времени стал памфлет Лилбёрна «Законные основные вольности английского народа, проверенные, утверждённые и защищённые». В этом памфлете Лилбёрн критикует политику индепендентов, называет «охвостье» парламента, оставшееся после «Прайдовой чистки» пародией на власть и ещё раз обращает внимание на «Народное соглашение». Автор доказывает незаконность действий Долгого парламента, подтверждая свою правоту ссылками на священное писание и труды авторитетных юристов. Также Лилбёрн не признает законности таких вынужденных мер, как «Прайдова чистка» и чрезвычайный суд над королём.

## Подавление левеллеров
После выпуска Джона Лилбёрна из тюрьмы на поруки публикуется его памфлет «Обвинение в государственной измене, выдвигаемое против Оливера Кромвеля и его зятя Генри Айртона» (англ. An Impeachment of High Treason against Oliver Cromwel and his Son in Law Henry Ireton). В нём в ещё более резкой форме критиковалась политика индепендентов. В этом и других памфлетах левеллеры призывают к открытой борьбе против установившихся порядков.

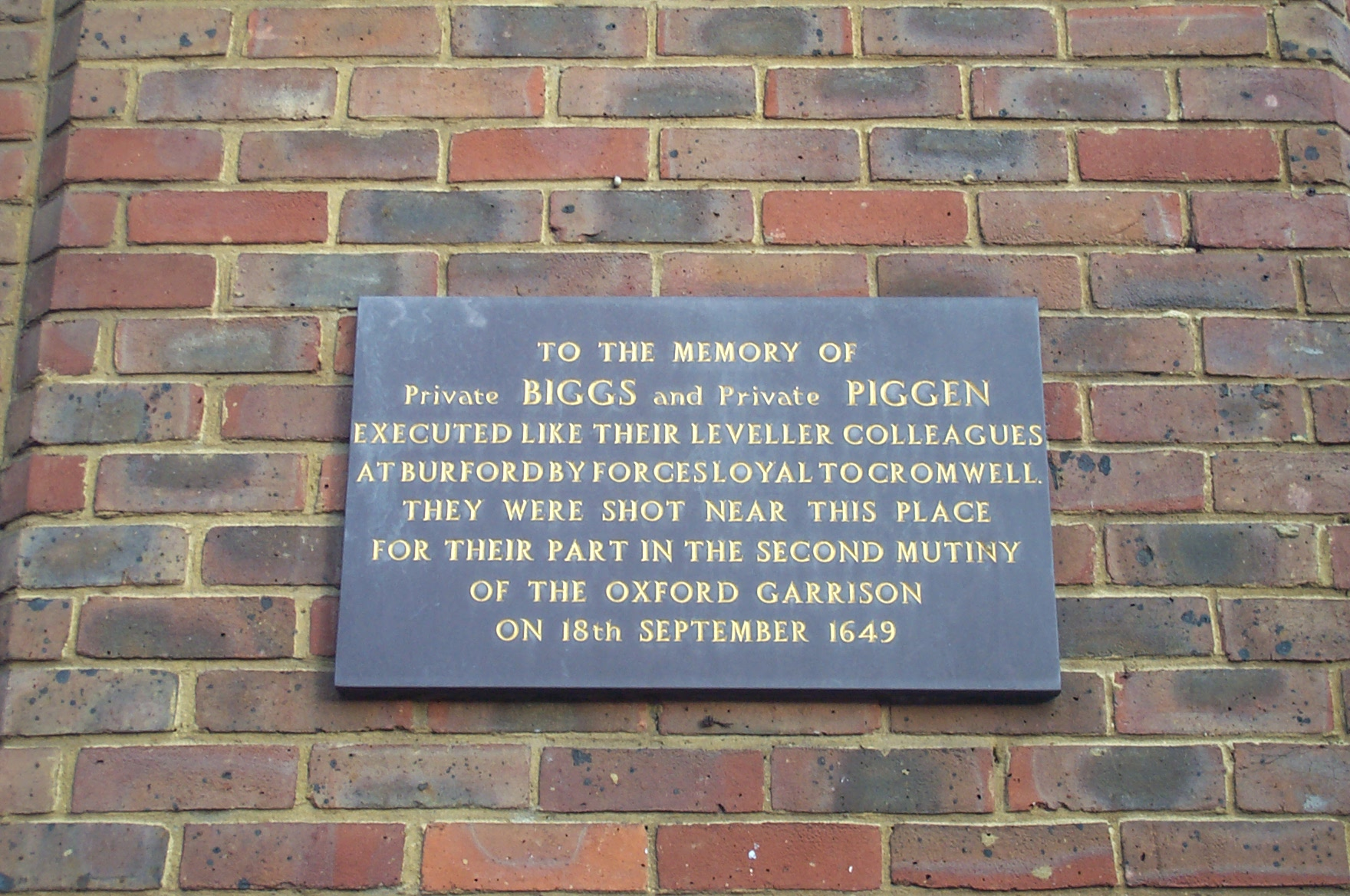
Памятная доска погибшим во время восстания в Оксфорде левеллерам

В сентябре 1649 года началось солдатское восстание в Оксфорде. Настроения солдат подогревались левеллерами. Восставшие требовали роспуска парламента и новых выборов на основе «Народного соглашения», восстановления Общеармейского совета, уничтожения церковных десятин, отмены акциза (налоги к тому времени очень сильно выросли) и выплаты задолженности по жалованию. Но это восстание, наряду с последовавшим за ним выступлением в Вустершире, было подавлено.
Вслед за этим начался новый ряд репрессий против левеллеров. Так 28 сентября 1649 года парламентом была принята декларация, в которой критиковалась политика левеллеров и даже обнаруживалась их связь с роялистами. А в октябре начался процесс Джона Лилбёрна, который обвинялся в государственной измене (по «Акту об измене»). Левеллеры стали искать пути к разрешению ситуации. Лилбёрн предложил план переселения левеллеров в Вест-Индию (это не казалось фантастикой, так как некоторые религиозные течения и секты применяли такую практику). Левеллеры подавали петиции, однако их не принимали. Лилбёрн очень успешно защищал себя в суде, показав выдающиеся юридические знания, в результате чего 26 октября 1649 года был оправдан. Это событие было встречено бурной народной манифестацией. В честь оправдания Лилбёрна была даже выбита медаль с его портретом и именами присяжных. 8 ноября, благодаря настойчивым протестам левеллеров, Лилбёрн, Овертон, Уолвин и Принс были освобождены.
В декабре Лилбёрн был избран в муниципальные советники, но отказался дать присягу республике. Тогда избрание было отменено, и несколько олдерменов и левеллеров были подвергнуты преследованиям.
После этих событий активность левеллеров резко пошла на спад, хотя они продолжали публиковать пафмлеты и даже пытались распространять свои идеи во Франции. Видным деятелем движения в этот период был Эдвард Сексби, который в 1652 году поддерживал в Бордо радикальное крыло Фронды — Ормэ, а в 1653 (вместе с Уальдманом и Овертоном) и 1656 годах организовал заговоры против Кромвеля. Тем не менее, с ростом могущества Кромвеля значение левеллеров как прогрессивной силы в революции теряется.